# Zambra (Flamenco)
Die Zambra, auch Zambra mora, ist eine Stilrichtung (Palo) des Flamenco aus der spanischen Region um Granada, die ursprünglich von Gitanos (Roma) getanzt wurde.
Der Name leitet sich vermutlich von der arabischen Konsonantenwurzel zmr („singen“) ab, mit dem Wortumfeld zamra („Flöte“), zammār („Blasinstrumentspieler“), zummara und nzumari (unterschiedliche Rohrblattinstrumente). In der spanischen Literatur wird der Tanz im 17. Jahrhundert erwähnt. Es wird davon ausgegangen, dass sich der Zambra-Tanz aus alten Tänzen der Mauren entwickelte. Die ursprüngliche Zambra-Tanzform setzt sich zusammen aus der Alboreá-, Cachucha- und die Mosca-Version, die die verschiedenen Stufen bei einer Calé-Hochzeit symbolisieren.
Die Zambra hat einige Ähnlichkeiten mit dem Bauchtanz. Zambra war einige Jahre in Spanien als „sündiger“ Tanz verboten, da er nicht den Vorstellungen der katholischen Kirche entsprach und als der „verführerischste und wollüstigste Tanz“ neben dem Fandango galt. Die Zambra war sehr beliebt in den 1950er- und 1960er-Jahren und wurde barfuß getanzt, mit Kastagnetten in den Fingern, unter der Brust geknoteter Bluse und langem Rock mit reichlich Falten, der in der Luft zu schweben scheint. Eine Zambra steht meist (im Flamenco) im 4/4-Takt mit Betonung auf der 1. und 3. Zählzeit.
Die Zambra wird jedoch heute auch wieder bei typischen Kalé-Trauungen und touristischen Veranstaltungen hauptsächlich im Gebiet Granada (etwa im Bereich des Sacro Monte) aufgeführt. Bekannte Tänzer der Neuzeit waren Carmen Amaya und Pilar Lopez. Die Lieder zur Zambra werden mit Gesang, Gitarrenbegleitung, Tamburin und Kastagnetten der Tänzer aufgeführt.
Isaac Albéniz komponierte eine Zambra granadina.